# Линъу
Линъу́ (кит. упр. 灵武, пиньинь Língwǔ) — городской уезд городского округа Иньчуань Нинся-Хуэйского автономного района (КНР).

## История
При империи Западная Хань в 191 году до н. э. в этих местах был создан уезд Линчжоу (灵洲县). Во II веке эти места были захвачены гуннами, и надолго перешли под власть кочевников.
При империи Северная Вэй в 437 году в этих местах было основано военное поселение Богулюй (薄骨律镇). В 526 году была создана область Линчжоу (灵州). При империи Северная Чжоу в этих местах был образован уезд Хуэйлэ (回乐县). При империи Суй в 607 году область Линчжоу была переименована в округ Линъу (灵武郡). После смены империи Суй на империи Тан округ Линъу был в 618 году вновь переименован в область Линчжоу.
Во время мятежа Ань Лушаня бежавший в эти места наследник престола Ли Хэн в 756 году провозгласил себя императором, и повёл отсюда войска на освобождение столицы Чанъаня.
В 1002 году тангутский вождь Ли Цзицянь захватил Линчжоу и переименовал его в Сипинфу (西平府). В 1038 году внук Ли Цзицяня Ли Юаньхао провозгласил себя императором государства Си Ся, в котором Сипинфу и Синцинфу стали Восточной и Западной столицами.
После того, как государство тангутов было уничтожено монголами, территория области Линчжоу постепенно уменьшалась, но она по-прежнему сохраняла важное значение. При империи Мин здесь была размещена охранная тысяча, подчинённая напрямую Нинсяскому гарнизону (宁夏卫). Когда при империи Цин был расформирован Нинсяский гарнизон, а вместо него создана Нинсяская управа, то Линчжоу стала областью, напрямую подчинённой Нинсяской управе (宁夏府直隶州).
После Синьхайской революции в Китае была проведена реформа административного деления, и области с управами были упразднены; в 1913 году на землях, ранее непосредственно подчинённых области Линчжоу, был создан уезд Линъу (灵武县). В 1929 году была создана провинция Нинся, и уезд вошёл в её состав.
В 1954 году провинция Нинся была расформирована, и уезд вошёл в состав Хэдун-Хуэйского автономного района (河东回族自治区) провинции Ганьсу. В 1955 году Хэдун-Хуэйский автономный район был переименован в Учжун-Хуэйский автономный округ (吴忠回族自治州). В 1958 году Учжун-Хуэйский автономный округ был расформирован, и уезд Линъу перешёл в состав новообразованного Нинся-Хуэйского автономного района. В 1972 году в составе Нинся-Хуэйского автономного района был создан Округ Иньнань (银南地区), и уезд Линъу вошёл в его состав. В 1996 году уезд Линъу был преобразован в городской уезд. В 1998 году округ Иньнань был преобразован в городской округ Учжун. В 2002 году городской уезд Линъу был передан из состава городского округа Учжун в состав городского округа Иньчуань.

## Административное деление
Городской уезд делится на 1 уличный комитет, 6 посёлков и 2 волости.

## Экономика
В Линъу ведётся добыча угля, природного газа и нефти. В посёлке Ниндун (Ningdong) расположена Ниндунская энергетическая база.
Важное значение имеет солнечная и ветряная энергетика. Также в уезде выращивают рис, пшеницу, кукурузу и ююбу.

## Транспорт
На территории уезда расположен международный аэропорт Иньчуань—Хэдун. 

## Достопримечательности

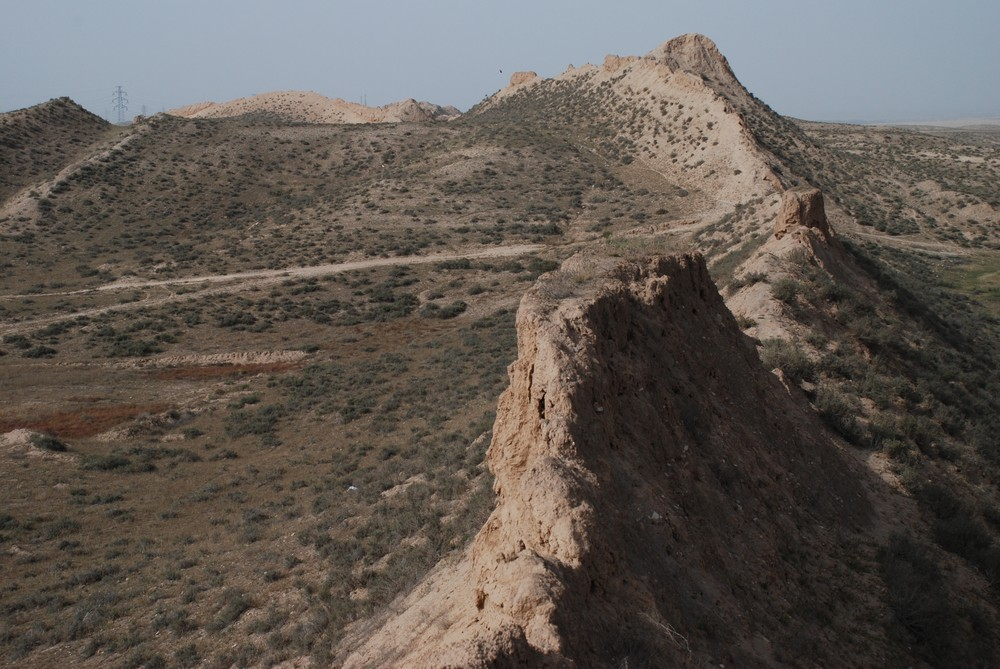
Участок стены в Шуйдунгоу

Имеется сохранившийся участок Великой китайской стены.